# Ригби (Ајдахо)
Ригби (енгл. Rigby) град је у америчкој савезној држави Ајдахо.

## Демографија
По попису из 2010. године број становника је 3.945, што је 947 (31,6%) становника више него 2000. године.
| Група             | 2000.         | 2010.         |
| Белци             | 2.596 (86,6%) | 3.370 (85,4%) |
| Афроамериканци    | 13 (0,4%)     | 6 (0,2%)      |
| Азијати           | 12 (0,4%)     | 18 (0,5%)     |
| Хиспаноамериканци | 350 (11,7%)   | 466 (11,8%)   |
| Укупно            | 2.998         | 3.945         |